# Остроумов, Борис Андреевич
Борис Андреевич Остроумов (1887—1979) — российский советский учёный, физик, радиотехник, историк науки, специалист по электронике.

## Биография
Образование:
- 1912 Окончил физико-математический факультет Петербургского университета.
- 1913 Окончил специальные педагогические курсы при Петербургском учебном округе.

Трудовая деятельность:
- 1913—1917 Преподавал в Реальном училище г. Казани.

Работал со дня создания (1918) в Нижегородской радиолаборатории им. В. И. Ленина (НРЛ).
- 1919—1924 Преподавал в Казанском университете и Казанском педагогическом институте.
- 1924—1929 Преподаватель Нижегородского университета и учёный специалист НРЛ.
- С 1929 года Сотрудник Центральной радиолаборатории ВЭСО в Ленинграде.
- 1933 Руководитель группы в Государственном оптическом институте (ГОИ).

Кандидат физико-математических наук (1937), профессор (1934).
Под его руководством работал О. В. Лосев, пионер полупроводниковой техники.

## Труды
- Остроумов Б. Памяти В. К. Лебединского // Успехи физических наук / под ред. В. А. Рубаков — М.: ФИАН, 1938. — Т. XIX, вып. 4. — С. 440—447. — ISSN 1063-7869; 1468-4780; 0038-5670; 0042-1294; 1996-6652
- Остроумов Б. А. В. И. Ленин и Нижегородская радиолаборатория. — Л.: Наука, 1967.
- У истоков советской радиотехники. Сб. воспоминаний. / Сост. Ф. А. Лбов.  — М.: Советское радио, 1970.
- Остроумов Б. А. Электронные лампы Нижегородской радиолаборатории имени В. И. Ленина (недоступная ссылка).